# Manfred Gahr (Biologe)
Manfred Lorenz Gahr (* 7. Februar 1959 in Mehlingen) ist ein deutscher Ornithologe und Neurobiologe.

## Leben
Gahr studierte Biologie und Mathematik an der Universität Kaiserslautern, wo er im Jahr 1988 mit einer Arbeit über die Bedeutung von östrogensensitiven Zellen für die Morphogenese gesangskontrollierender Gehirnzentren des Kanarienvogels (Serinus canaria) und des Zebrafinken (Poephila guttata) promoviert wurde. Als Postdoc ging er mit einer Förderung durch das DFG-Qualifizierten-Programm in den akademischen Jahren 1989/1990 und 1991/1992 an die Universität von Austin/Texas und an die Harvard University. Danach leitete er von 1993 bis 1998 eine seinerzeit sogenannte Selbständige Nachwuchsgruppe am Max-Planck-Institut für Verhaltensphysiologie in Seewiesen. Im Jahr 1996 habilitierte er sich an der LMU München und ist seit 2007 als Honorarprofessor dort tätig. Anschließend wechselte er an die Freie Universität Amsterdam, wo er von 1998 bis 2005 die Abteilung für Entwicklungs- und Verhaltensneurobiologie leitete. Im Jahr 2005 kehrte er als Direktor an das neu aus dem vorherigen MPI für Verhaltensphysiologie gegründete Max-Planck-Institut für Ornithologie zurück, an dem er die Abteilung Verhaltensneurobiologie leitete. Anfang 2022 wurden das MPI für Ornithologie und das MPI für Neurobiologie zum Max-Planck-Institut für biologische Intelligenz zusammengeschlossen; dort ist Gahr Direktor der Abteilung Verhaltensneurobiologie. Sein Forschungsinteresse gilt Mechanismen, die zur geschlechtsspezifischen Entwicklung von Verhalten, Sinnes- und Gesangsleistungen von Vögeln führen.
Gahr war zwischen 2008 und 2010 Mitglied der "Faculty of 1000", eines Netzwerkes von Biowissenschaftlern zur Bewertung von Publikationen.

## Veröffentlichungen (Auswahl)
- M. Gahr: Male Japanese quails with female brains do not show male behaviour. In: Proceedings of the National Academy of Sciences USA PNAS. 100(13), 2003, S. 7959–7964. doi:10.1073/pnas.1335934100.
- J. J. Bolhuis, M. Gahr: Neural mechanisms of bird song memory. In: Nature Reviews Neuroscience. 7(5), 2006, S. 347–357. doi:10.1038/nrn1904.
- D. S. Schregardus, A. W. Pieneman, A. ter Maat, R. F. Jansen, T. F. J. Brouwer, M. Gahr: A lightwight telemetry system for recording neuronal activity in freely behaving small animals. In: Journal of Neuroscience Methods. 155(1), 2006, S. 62–71. doi:10.1016/j.jneumeth.2005.12.028.
- M. Gahr, R. Metzdorf, D. Schmidl, W. Wickler: Bi-directional sexual dimorphisms of the song control nucleus HVC in a songbird with unison song. In: PLoS One. 3(8), 2008, S. e3073. doi:10.1371/journal.pone.0003073
- T. E. Hartog, F. Dittrich, A. W. Pieneman, R. F. Jansen, C. Frankl-Vilches, V. Lessmann, C. Lilliehook, S. A. Goldman, M. Gahr: Brain-derived neurotrophic factor signaling in the HVC is required for testosterone-induced song of female canaries. In: Journal of Neuroscience. 29(49), 2009, S. 15511–15519. doi:10.1523/JNEUROSCI.2564-09.2009.
- G. J. L. Beckers, M. Gahr: Neural processing of short-term recurrence in songbird vocal communication. In: PLoS One. 5(6), 2010, S. e11129. doi:10.1371/journal.pone.0011129.
- A. Ter Maat, L. Trost, H. Sagunsky, S. Seltmann, M. Gahr: Zebra Finch Mates Use Their Forebrain Song System in Unlearned Call Communication. In: PLoS One. 9(10), 2014, S. e109334. doi:10.1371/journal.pone.0109334.
- C. Frankl-Vilches, H. Kuhl, M. Werber, S. Klages, M. Kerick, A. Bakker, E. H. de Oliveira, C. Reusch, F. Capuano, J. Vowinckel, S. Leitner, M. Ralser, B. Timmermann, M. Gahr: Using the canary genome to decipher the evolution of hormone-sensitive gene regulation in seasonal singing birds. In: Genome Biology. 16(1), 2015, S. 19. doi:10.1186/s13059-014-0578-9.
- L. F. Gill, W. Goymann, A. Ter Maat, M. Gahr: Patterns of call communication between group-housed zebra finches change during the breeding cycle. In: eLife. 4, 2015, S. e07770. doi:10.7554/eLife.07770.
- H. Kuhl, C. Frankl-Vilches, A. Bakker, G. Mayr, G. Nikolaus, S. T. Boerno, S. Klages, B. Timmermann, M. Gahr: An unbiased molecular approach using 3’UTRs resolves the avian family-level tree of life. In: Molecular Biology and Evolution, msaa191, doi:10.1093/molbev/msaa191